# Chishi, Guangdong
Chishi (kinesiska: 赤石) är en köping i sydöstra Kina. Den ligger i Haifeng härad i staden Shanwei i provinsen Guangdong, omkring 190 kilometer öster om provinshuvudstaden Guangzhou. Antalet invånare är 19 421. Befolkningen består av 9 383 kvinnor och 10 038 män. Barn under 15 år utgör 20,0 %, vuxna 15-64 år 70 %, och äldre över 65 år 8,0 %.